# Paul Lukas
Paul Lukas (Budapest (Hungría), 26 de mayo de 1894 - Tánger (Marruecos), 15 de agosto de 1971) fue un actor húngaro.

## Biografía
Lukas nació en Budapest en 1894. En 1927, se mudó a Hollywood luego de una carrera cinematográfica y teatral exitosa en Hungría, Alemania y Austria, donde trabajó con Max Reinhardt. Realizó su debut teatral en Budapest en 1916 y su debut cinematográfico en 1917. Inicialmente, interpretaba casanovas, pero con el tiempo fue encasillado en papeles de villano. En 1933 se nacionalizó estadounidense. Lukas estuvo bastante activo durante los años 1930, apareciendo en películas como The Lady Vanishes de Alfred Hitchcock, la comedia Ladies in Love y el drama Dodsworth.
Sin embargo, su papel más importante vino en 1943, cuando actuó en Watch on the Rhine. Por esta actuación ganó un Premio Óscar y un Globo de Oro. También es conocido por su personificación del profesor Arronax en la película de 1954 Veinte mil leguas de viaje submarino.
Durante los años 1940, Lukas fue un miembro de la Motion Picture Alliance for the Preservation of American Ideals, un lobby que se oponía a cualquier influencia comunista en Hollywood.
Durante los últimos años de su carrera, actuó tanto en cine, como en teatro y televisión. Murió en Tánger (Marruecos).

## Filmografía
- A Sphynx (1918)
- Masamód (1920)
- Samson und Delila (1922)
- Das Unbekannte Morgen (1923)
- Az Egyhuszasos lány (1923)
- Egy fiúnak a fele (1924)
- The Shopworn Angel (1928)
- Manhattan Cocktail (1928)
- The Woman from Moscow (1928)
- Night Watch (1928)
- Loves of an Actress (1928)
- Hot News (1928)
- Three Sinners (1928)
- Two Lovers (1928)
- Halfway to Heaven (1929)
- Illusion (1929)
- The Wolf of Wall Street (1929)
- The Right to Love  (1930)
- Anybody's Woman (1930)
- Grumpy (1930)
- The Devil's Holiday (1930)
- The Benson Murder Case (1930)
- Young Eagles  (1930)
- Slightly Scarlet (1930)
- Behind the Make-Up (1930)
- Strictly Dishonorable (1931)
- Working Girls (1931)
- Beloved Bachelor (1931)
- Women Love Once (1931)
- The Vice Squad (1931)
- Las calles de la ciudad (City Streets, 1931)
- Unfaithful (1931)
- Rockabye (1932)
- A Passport to Hell (1932)
- Downstairs (1932)
- Thunder Below (1932)
- Tomorrow and Tomorrow (1932)
- No One Man (1932)
- By Candlelight (1933)
- Little Women (1933)
- Captured! (1933)
- Sing, Sinner, Sing (1933)
- Secret of the Blue Room (1933)
- The Kiss Before the Mirror (1933)
- Grand Slam (1933)
- Father Brown, Detective (1934)
- Gift of Gab (1934)
- The Fountain (1934)
- I Give My Love (1934)
- Affairs of a Gentleman (1934)
- Glamour (1934)
- The Countess of Monte Cristo (1934)
- I Found Stella Parish (1935)
- The Three Musketeers  (1935)
- Age of Indiscretion (1935)
- The Casino Murder Case (1935)
- Ladies in Love (1936)
- Dodsworth (1936)
- Dinner at the Ritz (1937)
- Espionage (1937)
- The Mutiny of the Elsinore (1937)
- Brief Ecstasy (1937)
- The Lady Vanishes (1938)
- Captain Fury (1939)
- Confessions of a Nazi Spy (1939)
- El castillo maldito (1940)
- A Window in London (1940)
- The Chinese Bungalow (1940)
- Strange Cargo (1940)
- They Dare Not Love (1941)
- The Monster and the Girl (1941)
- Watch on the Rhine (1943)
- Hostages (1943)
- Don't Be a Sucker (1943)
- Experiment Perilous (1944)
- Address Unknown (1944)
- Uncertain Glory (1944)
- Temptation (1946)
- Deadline at Dawn (1946)
- Whispering City (1947)
- Berlin Express (1948)
- Sure As Fate (1950, serie de TV)
- Kim (1950)
- Veinte mil leguas de viaje submarino (1954)
- The Roots of Heaven (1958)
- Scent of Mystery (1960)
- Los cuatro jinetes del apocalipsis (1962)
- Tender Is the Night (1962)
- Fun in Acapulco (1963)
- 55 días en Pekín (1963)
- Lord Jim (1965)
- The Man Who Bought Paradise (1965, telefilme)
- Sol Madrid (1968)
- The Challenge (1970, telefilme)

## Premios y distinciones
Premios Óscar
| Año  | Categoría   | Película         | Resultado |
| ---- | ----------- | ---------------- | --------- |
| 1944 | Mejor actor | Alarma en el Rin | Ganador   |